# Valentin Munih
Valentin Munih, slovenski kmečki upornik, * neznano, † 23. april 1714, Gorica.
Valentin Munih je bil leta 1713 eden izmed enajstih voditeljev tolminskega kmečkega upora. Po nekaterih virih (Ivan Pregelj Tolminci) je bil doma iz Bače pri Modreju. Usmrčen in razkosan na štiri dele je bil 23. aprila 1714 na goriškem Travniku skupaj z Valentinom Lapajno in Matijo Podgornikom.